# Laatamna
Laatamna  (in arabo لعثامنة‎?) è un centro abitato e comune rurale del Marocco situato nella provincia di Berkane, regione di Regione Orientale. Conta una popolazione di 13 996 abitanti (censimento 2014).